# Макс Штірнер

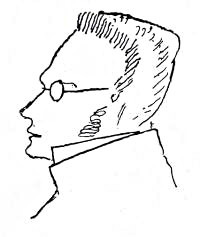
Макс Штірнер, шарж Фрідріха Енгельса

Макс Штірнер (нім. Max Stirner), справжнє ім'я Йоганн Каспар Шмідт (нім. Johann Caspar Schmidt; 25 жовтня 1806, Байройт, Німеччина — 28 червня 1856, Берлін) — німецький філософ-ідеаліст, засновник анархічного індивідуалізму, примикав до младогегельянців. Він часто розглядається як один з тих, хто випередив ідеї нігілізму, екзистенціалізму, психоаналізу та постмодернізму.
В 1845 видав книгу «Єдиний і його власність», в котрій розвинув систему анархізму. Єдина реальність, за Штірнером, — це «Я», его, а весь світ — його власність. Поняття моралі, права, закону, суспільства і т. д. відкидаються і оголошуються «примарами». Штірнер вважав, що цим він звільняє індивідуальне сприйняття від «соромлячого лушпиння». Кожен сам є джерелом моралі і права. Керівництвом для індивіда має бути принцип «нема нічого вищого за мене». Приватна власність, за Штірнером, має бути збережена тому, що в ній виражається самобутність «Я». Суспільний ідеал Штірнера — «союз егоїстів», в якому кожен бачить у іншому лише засіб для досягнення власної мети. Дивлячись на історію як на продукт ідей, Штірнер вважав, що, долаючи пануючі поняття, можна змінити суспільні відносини. Штірнер критично виступав проти комунізму.
Перша книга Штірнера потрапила на прилавки тільки завдяки тому, що саксонський цензурний комітет визнав твір результатом нездорового розуму автора, те ж саме трапилось і з книгою Прудона, дозволеною Луї Наполеоном до друку лише як зразок публічного божевілля. Погляди обох довго і помилково виводили з творчості Вільяма Годвіна, який сформулював у 1820-х роках антитезу «суспільство плюс мораль проти держави і права». Але Годвін свій анархізм сприймав як послідовно доведену до логічного фіналу ліберальну ідею, а Пудон і Штірнер (з різних причин) були антилібералами.
Суспільний лад, сучасний Штірнер, він оцінював як «диктатуру одержимих». «Одержимі» — взагалі найчастіший епітет, споживаний Штірнером у відношенні до сучасників. Поведінка одержимих має винятково ролеву, наслідувальну природу, вона ні на чому всерйоз не заснована, головним двигуном такої поведінки є конкуренція. В міжособовій конкуренції Штірнер бачить одну із головних проблем, що отруюють сучасність, доводячи що конкуренція особистостей насправді неможлива, а значить можлива лише конкуренція їх капіталів. Таким чином, за Штірнером, особистість сьогодні більше не є особистістю і може реалізуватись лише як форма фінансового, інтелектуального, фізичного чи психологічного капіталу, оціненого на суспільному ринку необхідними інститутами конкуренції. Соціальна самооцінка одержимого як громадянина, сім'янина, і платника податків нічим не відрізняється від самооцінки іншого одержимого, що називає себе «японським імператором» чи «святим духом». Здоровий глузд нормального громадянина і маніакальне марення психічнохворого не мають ніякої видової різниці, крім масовості розповсюдження. І те і інше є наслідком одержимості, що породжує пануюче самовідчуження любого окремого «я». Причина одержимості — роздвоєння індивіда, протиставлення одних аспектів своєї винятковості іншим і їх неминуче зіткнення, що веде до психодрами, яку Штірнер назвав «самовідчуженням».
«Нас вигнали із самих себе», — стверджуючи це, Штірнер докладно пояснив як механіка самовідчуження дублюється суспільством. По-перше за допомогою інституцій — держава, принижуючи тебе; сім'я, відтворююча роль держави; приватна власність, та що володіє тобою і використовує тебе як охоронця і посередника. По-друге через трансльовані інституціями «беззаперечні» поняття — обов'язок, право, мораль, суспільна думка і ін., призванні загіпнотизувати більшість, що піддається і мінімізувати протест одинаків, перетворивши їх у «демонів» для масової свідомості.
Культ унікальності, котрому служив Макс Штірнер, так гостро висміяний Марксом в «Святому Максі», не підвів першого німецького «персоналіста», перервавши його життя самим незвичайним чином. Штірнер помер від укусу отруйної тропічної мухи, що невідомо як опинилася у центрі Європи в 1856 р., з тих часів і дотепер подібних випадків смерті в Німеччині більше не було зареєстровано.